# Lustra (band)
Lustra is een Amerikaanse rockband.

## Biografie
Chris Baird en Nick Cloutman ontmoetten elkaar in een video- en filmles en besloten een band te beginnen. Later kwamen Chris zijn broer Jon Baird, zijn vriend Jason Adams en Bruce Fulford bij de band. Aanvankelijk noemde de band zich Seventeen. Daarna hebben zij de naam gewijzigd in Lustra.
Recentelijk heeft Jon Baird de band verlaten en is vertrokken naar Los Angeles.
De band is het best bekend door het nummer "Scotty Doesn't Know," welk werd geschreven voor de film EuroTrip in het jaar 2004.

## Discografie
- 1998: Breakfast at Tammy's
- 2001: Bikini Pie Fight
- 2003: Lustra
- 2006: Left For Dead